# 金沢医科大学 (旧制)
| 金沢医科大学 （金沢医大） | 金沢医科大学 （金沢医大） |
| ------------------------- | ------------------------- |
| 創立                      | 1923年（大学昇格）        |
| 所在地                    | 石川県金沢市              |
| 初代校長                  | 高安右人                  |
| 廃止                      | 1960年                    |
| 後身校                    | 金沢大学                  |
| 同窓会                    | 十全同窓会                |

旧制金沢医科大学（きゅうせいかなざわいかだいがく）は、1923年（大正12年）3月に設立された旧制官立大学。略称は金沢医大。
本稿では、金沢医学専門学校（金沢医専）など前身の諸校を含めて記述する。

## 概要
- 大正期の高等教育拡充計画に基づき、1922年の新潟・岡山に引き続き、千葉・長崎とともに官立医学専門学校（金沢医専）の医大昇格という形で設立された（後身機関の金沢大学医学部が旧六医科大学の一つに数えられる根拠となっている）。
- 加賀藩時代に設立された「種痘所」が金沢医専および医大の源流とされている。
- 医学部のほか、附属薬学専門部・臨時附属医学専門部を設置した。
- 結局実現をみなかった「北陸帝国大学」設置運動においては、しばしばその中核校に擬せられ総合大学への昇格が企てられた。
- 新制の金沢大学医学部・薬学部・附属病院の前身となった。
- 1972年に設立された新制・私立の金沢医科大学とは無関係である。

## 沿革

### 藩政時代
- 1862年3月：加賀藩、種痘所を設立（金沢大医学部の淵源）。
- 1867年6月：第14代藩主前田慶寧が西洋式病院として養生所を設立。
- 1868年7月：蘭方医黒川良安、藩命により長崎に赴き医学校設立のため視察。
  - 良安は金沢大医学部の祖とされ、同学部キャンパス内に記念のレリーフが設置されている。
- 1870年2月：藩は良安らの提議により養生所を廃止、医学館およびその附属病院を設立。
- 1871年3月：オランダ人軍医スロイスが医学館に赴任、学生を指導（ - 1874年9月）。
  - 修業年限は予科・本科をあわせ5年となる。
- 1871年7月：廃藩置県で藩立諸学校は閉鎖、医学館は私立病院として存続。
- 1873年8月：文部省の命により医学館を金沢病院と改称。

### 公立学校時代
- 1875年6月：金沢病院は石川県に移管され県病院に改組。
  - 修業年限は予科1年・本科5年となる。
  - スロイスの後任として蘭医ホルトルマンが赴任（ - 1879年）。
- 1876年8月：金沢病院から医学生教育にあたる医学所が分離（金沢医学所）。
- 1879年11月：金沢医学所を金沢医学校と改称。修業年限を4年に短縮。
- 1884年4月：オーストリア人医師ローレッツによる講義（ドイツ医学教育の初め）。
- 1884年：文部省より医学校を医学校通則に基づく「甲種医学校」に認定。
  - 簡易速成の「乙種」と異なり、卒業生に無試験で医師免許を与えるものであった。

### 四高医学部時代
- 1887年8月：第四高等中学校設立にともない文部省に移管され同校医学部として改組。
- 1888年4月：第四高等中学校医学部の開校。
- 1894年9月：高等学校令施行により第四高等学校医学部と改称。
- 1895年：学生・職員・教授間の親睦のため「十全会」結成。

### 金沢医専時代
- 1901年：勅令24号により金沢医学専門学校が設立。
  - 各高等学校医学部を分離し医学専門学校を設置することが定められ、同時に千葉・仙台・岡山・長崎の4医専が設立された。
- 1915年5月：創立25周年祈念式典が挙行。

### 金沢医大時代
- 1923年3月：勅令第93号により金沢医専を昇格させ金沢医科大学が設立。
  - 初代学長は高安右人。同時に附属医学専門部・附属薬学専門部が設置。
- 1923年4月：医学科設置。附属医院に看護婦養成科設置。
- 1923年5月：第1回入学式。授業開始。
- 1924年     ：須藤憲三 第二代学長就任。
- 開学記念写真 より 正門
- 1924年4月：開学式の挙行。
- 1927年3月：第1回卒業式。

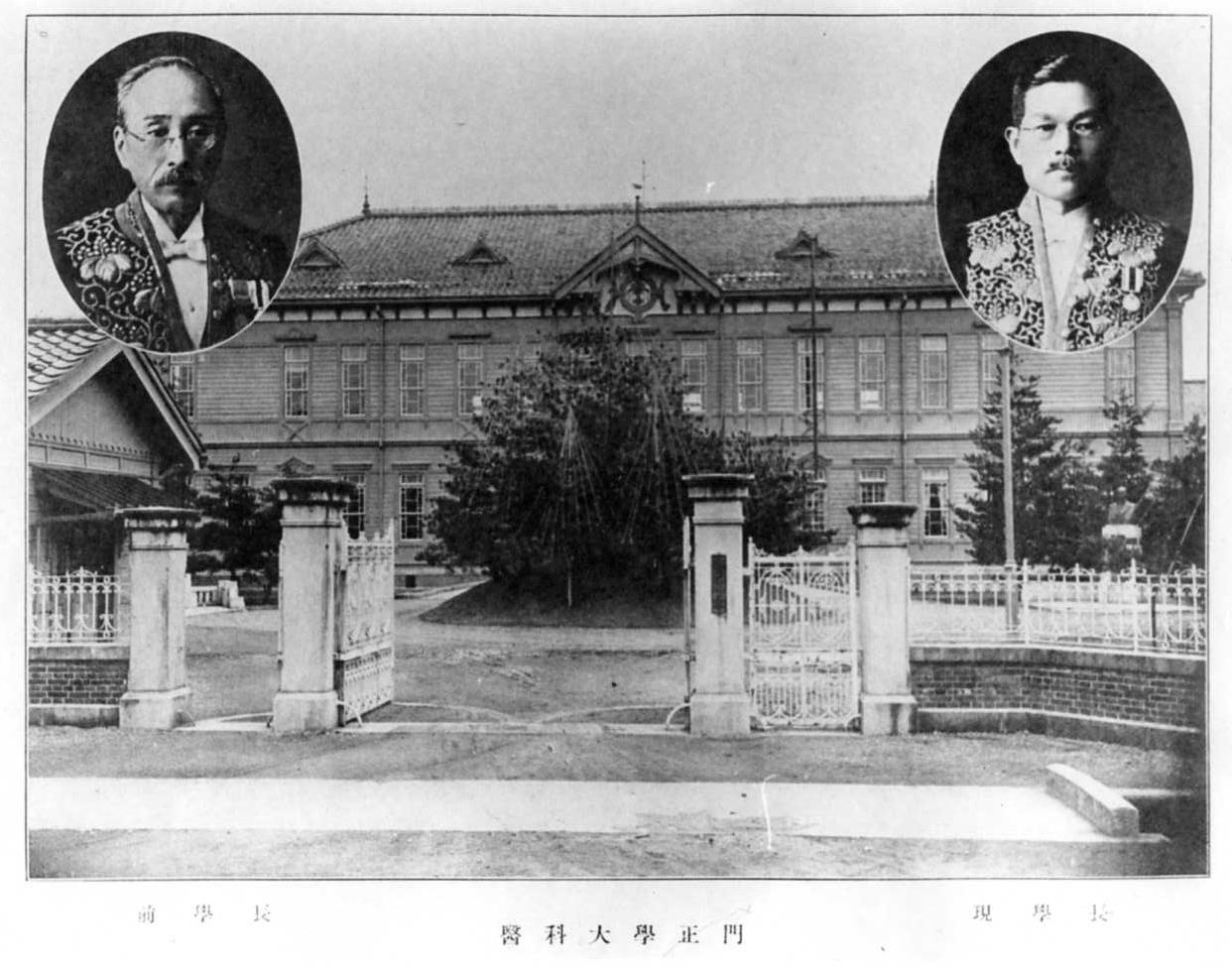
開学記念写真 より 正門

- 1929年4月：附属医院看護婦養成科を看護婦養成所と改称。
- 1931年：学生定員を60名から80名に増員。

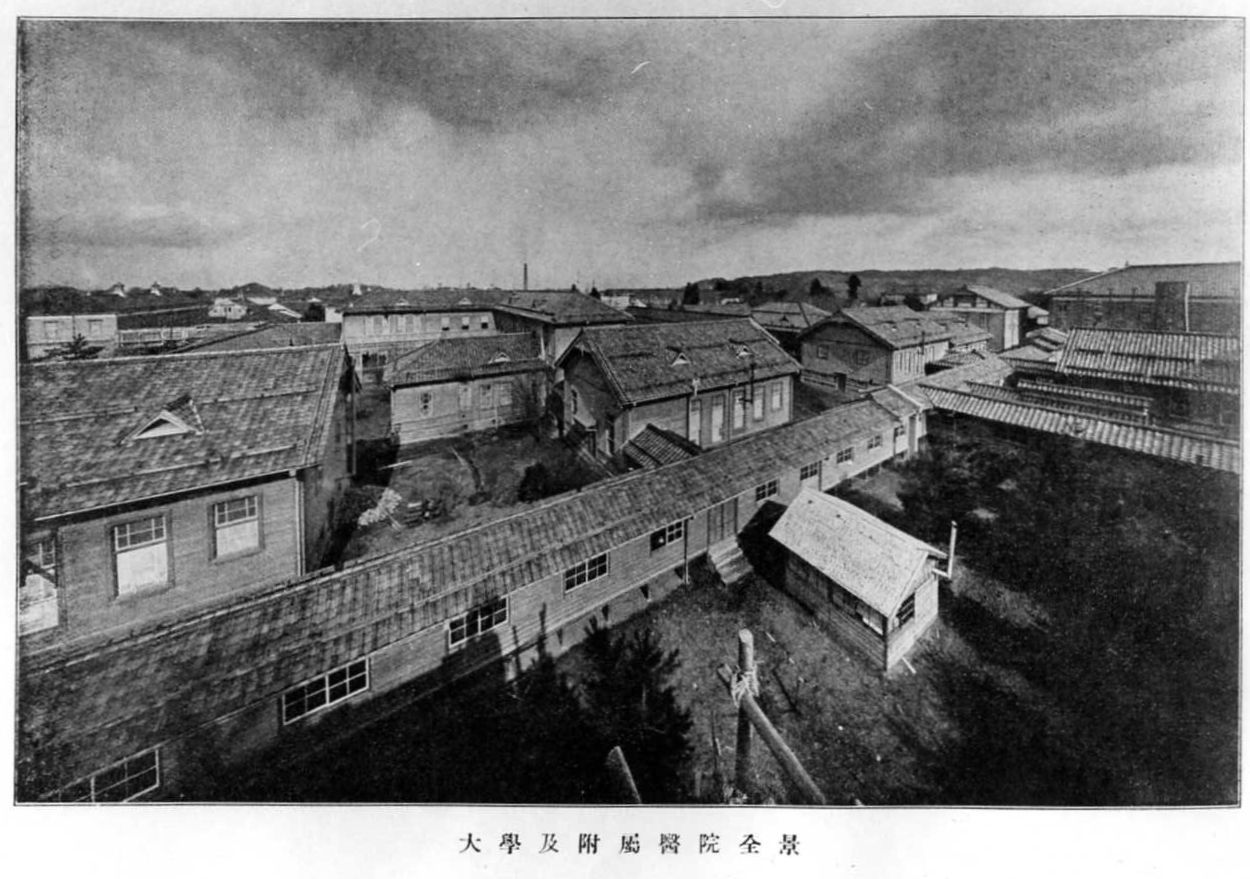
開学記念写真 より 全景

- 開学記念写真 より 全景1932年9月：十全会から分離して十全同窓会が発足。
- 1939年5月：勅令第315号により臨時附属医学専門部を設置。
  - 修業年限4年で軍医育成をめざした。
- 1942年3月：勅令第182号により結核研究所を設置。
- 1949年5月：国立学校設置法により金沢大学医学部設立。医大は同大学に包括。
- 1950年4月：医大最後の入学式。
- 1952年3月：臨時附属医専廃止。
- 1954年3月：医大最後の卒業式。
- 1960年3月：法律第16号により廃止。

### 附属薬学専門部
- 1867年10月：卯辰山の養生所内に製薬所舎密局を附設（金沢大薬学部の淵源）。
- 1870年2月：養生所製薬所を加賀藩医学館製薬所と改称。
- 1876年8月：金沢医学所薬局学科に改組。
- 1879年11月：金沢医学校製薬学科に改称。
- 1885年1月：石川県甲種医学校附設乙種薬学校と改称。
- 1889年4月：第四高等中学校医学部薬学科に改組。
- 1894年7月：第四高等学校医学部薬学科と改称。
- 1901年4月：金沢医学専門学校薬学科に改組。
- 1923年4月：金沢医科大学附属薬学専門部となる。
- 1949年5月：附属薬専を母体に新制金沢大学薬学部が発足。
- 1951年3月：附属薬専廃止。

## 歴代学長
金沢医学専門学校
- 校長心得：山碕幹（不詳 - 1901年10月8日）
- 校長：高安右人（1901年10月8日 - ）

金沢医大学長
- 初代：高安右人（1923年4月1日[1] - 1924年4月）
  - 附属医専主事を兼任。
- 第2代：須藤憲三（1924年4月 - 1932年4月）
  - 附属医専主事を兼任。
- 第3代：石坂伸吉（1932年4月 - ）
  - 臨時附属医専主事・結核研究所所長を兼任。

附属薬専主事
- 初代：西村真一郎（1923年4月 - 1931年7月）
  - 附属薬専教授。
- 2代：浅野三千三（1931年7月 - 1938年12月）
  - 附属薬専教授。東京帝国大学教授に転じ辞任。
- 3代：鵜飼貞二（1939年4月 - ）
  - 附属薬専教授。1944年4月 - ：附属薬学専門部長。

## 主な教職員
- 星野鉄男 - 東京帝大医科卒業。社会衛生学。初代衛生学教室教授。

## 校地の変遷
- 金沢大医学部・金沢医科大の淵源となる種痘所は金沢彦三8番丁に設立され、さらにその後身である養生所は卯辰山、ついで医学館として大手町の加賀藩家老津田玄蕃邸に移転され、この校地は金沢医学所・医学校まで継承された。
- 四高医学部の校地は、教育については大手町の金沢医学校、臨床は殿町の石川県金沢病院をもって出発したが、1892年4月には仙石町（広坂通り）に新校舎が建設された。
- 金沢医専設立後、1905年に現小立野校地に病院が新築、ついで1912年3月に病院に隣接して医専校舎が新築され移転した（附属薬専は1929年に移転）。